# دانکن گرانت
دانکن گرانت (انگلیسی: Duncan Grant; ۲۱ ژانویهٔ ۱۸۸۵ – ۸ مهٔ ۱۹۷۸) نقاش، طراح پارچه و سفال و طراح صحنهٔ اهل اسکاتلند بود. او از اعضای گروه بلومزبری بود.

## زندگینامه
گرانت در روتیمورکوس، اینورنس-شایربدنیا آمد او  پسر سرگرد بارتل گرانت و اتل مک نیل است. دوران کودکی او در هند سپری شد. او در سال 1893 به بریتانیا بازگشت. اگرچه خانواده‌اش قصد داشتند او را به ارتش برود، اما به تشویق نقاش فرانسوی سیمون باسی، نقاشی را آغاز کرد و در سال 1902 وارد مدرسه هنر وست مینستر لندن شد. او سال‌های 1902-1903 را در ایتالیا، جایی که او ماساچیو را کپی کرد. او قبل از بازگشت به لندن برای گذراندن یک ترم در مدرسه هنر اسلید، در مدرسه ژاک-امیل بلانش، لا پالت، در پاریس در سال‌های 1906-1907 تحصیل کرد. او از طریق Bussy در سال 1909 با ماتیس آشنا شد. او متعاقباً استودیوی خود را در میدان فیتزروی لندن تأسیس کرد. او در سال 1910 از یونان دیدن کرد و قبل از جنگ بارها از پاریس دیدن کرد و چندین بار از استودیو پیکاسو بازدید کرد.
گرانت یک شخصیت مرکزی در حلقه هنرمندان و نویسندگان معروف به بلومزبری بود که شامل پسر عموی گرانت لیتون استراچی، مینارد کینز، راجر فرای، ویرجینیا و لئونارد وولف، خواهر ویرجینیا نقاش ونسا بل و شوهر ونسا منتقد کلایو بل بود. گرانت و ونسا بل بیش از پنجاه سال در زندگی حرفه ای و شخصی خود ارتباط نزدیکی داشتند. در سال 1913 راجر فرای کارگاه های امگا را تأسیس کرد که گرانت و ونسا بل مدیران آن بودند. این کارگاه ها مبلمان، سفال و منسوجات طراحی شده توسط هنرمندان جوان مختلف از جمله خود گرانت و بل تولید می کردند. کارگاه های امگا در سال 1919 بسته شدند. در سال 1916 گرانت و بل به چارلستون در نزدیکی Firle، ساسکس نقل مکان کردند. آنها در سال 1918 صاحب یک دختر آنجلیکا شدند. آنها با هم چندین خانه از جمله چارلستون را تزئین کردند و سفارشات دیگری از جمله تزئینات کلیسای برویک در نزدیکی Firle را انجام دادند (1943).
گرانت از سال 1909 در کلوپ هنرهای انگلیسی جدید و از سال 1910 در کلوپ جمعه (که توسط ونسا بل تأسیس شد) به نمایش گذاشت. او در سال 1911 به عضویت گروه شهر کامدن درآمد. در سال 1913 با گروه گرافتون، که اعضای آن شامل فرای، بل بودند، به نمایش گذاشت. و ویندهام لوئیس گرانت تحت تأثیر آثار فاوها و سزان در اولین نمایشگاه پست امپرسیونیستی 11-1910، در سال 1912 به جانشین آن کمک کرد. او در نمایشگاه هنر قرن بیستم در گالری وایت چاپل لندن در سال 1914 شرکت کرد. یکی از اعضای گروه لندن در سال 1919. اولین نمایش انفرادی او در گالری کارفاکس در سال 1920 برگزار شد. او از سال 1929 تا 1931 عضو انجمن هنرمندان لندن بود. او در دوسالانه ونیز در سال های 1926 و 1932 نماینده داشت. آثار او در نمایشگاه تاجگذاری هنرمندان معاصر بریتانیا در اگنیو و پسران لندن در سال 1937 گنجانده شد. او صحنه‌ها و لباس‌هایی را برای تولیدات مختلف تئاتر طراحی کرد. مروری بر آثار گرانت در سال 1959 در گالری تیت برگزار شد و پس از آن تور شورای هنر برگزار شد. در سال 1964 در Wildenstein & Co., Ltd. لندن، یک نمایش گذشته نگر، یک نمایش دو نفره با بل در آکادمی سلطنتی غرب انگلستان، بریستول، در سال 1966، یک تور شورای هنر در سال 1969، و یک نمایش انفرادی در گالری Anthony d'Offay، لندن، در سال های 1972 و 1975. در سال 1975، به افتخار نودمین سالگرد تولد او، نمایشگاه هایی در گالری تیت و گالری ملی هنر مدرن اسکاتلند برگزار شد.